# NSB Di 6
Le locomotive NSB Di 6, successivamente designate ME 26 e DE 2700, appartengono a una classe di dodici locomotive Diesel a trasmissione elettrica costruite dalla Siemens per le Ferrovie dello Stato Norvegesi (NSB). Il motore sviluppa una potenza di 2.650 KW (3.550 CV), consente uno sforzo di trazione iniziale di 400 kilonewton e una velocità massima di 160 chilometri orari (99 mph). Le locomotive bidirezionali sono state progettate per l'uso con vagoni passeggeri e merci.
Le unità sono state ordinate da NSB nel 1992 come sostituti del vecchio Di 3, ed erano principalmente destinate all'uso sulla linea Nordland e, in misura minore, sulla linea Røros. La costruzione è stata eseguita da Maschinenbau Kiel (MaK) a Kiel, in Germania, che allora faceva parte della Siemens. 
La classe è in gran parte basata sulla DB Class 240 costruita da MaK, della quale ogni unità costa 32 milioni di  corone norvegesi (NOK). Le prime unità sono state consegnate nel marzo 1996, un anno dopo il programma di consegna, ma hanno manifestato molti guasti. Nel 1999, l'intero ordine è stato interrotto e le locomotive sono tornate in Germania. Sono state allora rilevate dalla Dispolok che le ha rese disponibili per l'utilizzo da parte di varie compagnie ferroviarie tedesche. La proprietà è stata poi rilevata da  Vossloh nel 2003, dopodiché la maggior parte della classe è stata affittata all'operatore tedesco di treni passeggeri Nord-Ostsee-Bahn. 
Nel 2008, tre unità sono tornate in Norvegia e vengono ancora utilizzate da Cargolink per i treni merci.

## Storia

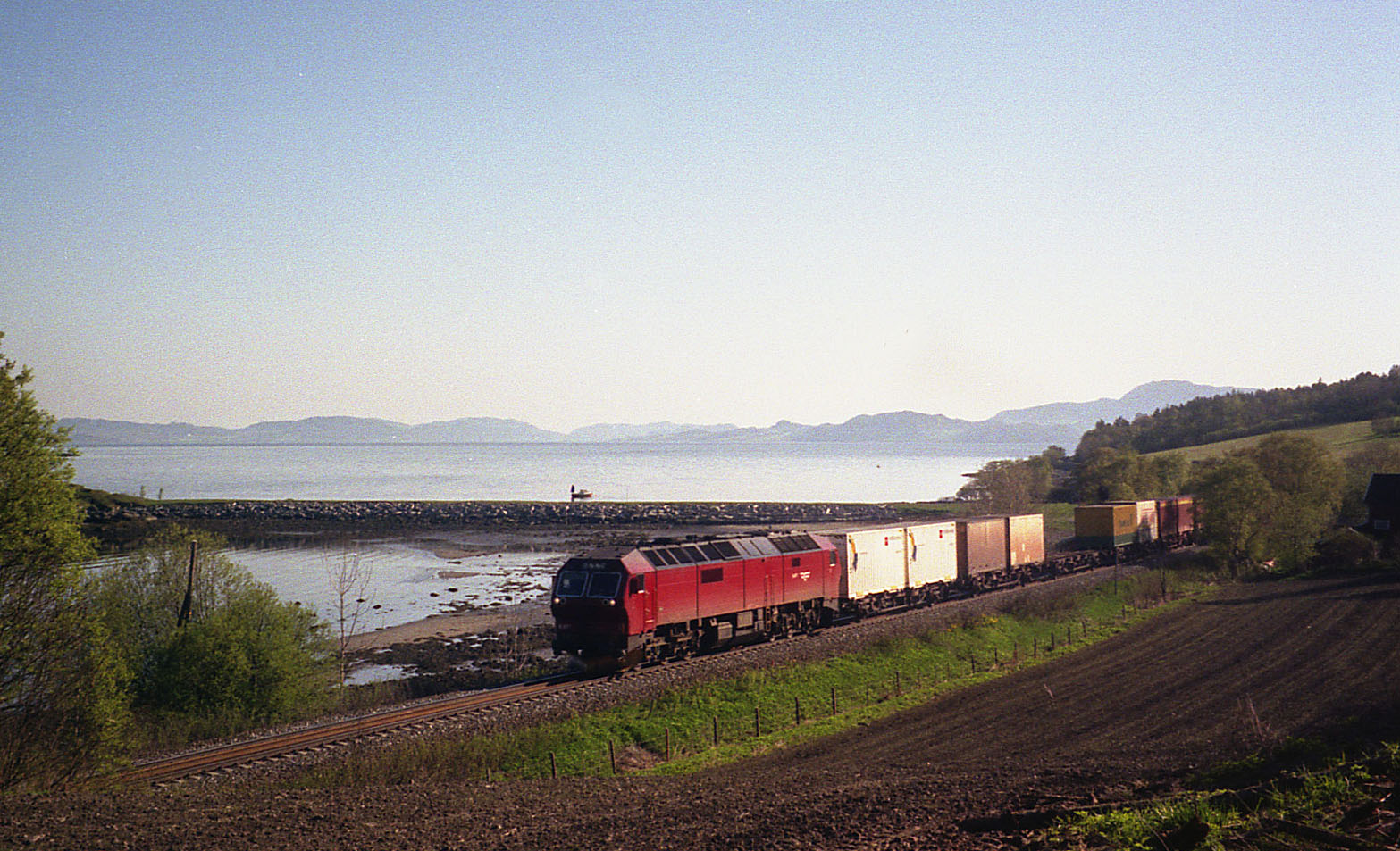
Treno merci delle Ferrovie di Stato norvegesi vicino a Trondheim sulla linea Nordland nel 1998

Durante la fine degli anni '80, le Ferrovie di Stato norvegesi cercano un nuovo tipo di locomotiva per sostituire la loro obsoleta flotta di locomotive diesel-elettriche Di 3, che costituiva la spina dorsale delle operazioni diesel. Le nuove locomotive dovevano essere utilizzate per treni merci e passeggeri sulla linea Nordland e, in misura minore, sulla linea Røros.
Nel 1980, la NSB aveva preso in consegna cinque Di 4 da Henschel & Sohn. Originariamente prevedevano di ordinare altre unità Di 4 aggiuntive, ma questa ipotesi fu poi scartata preferendo una nuova classe, poiché NSB voleva locomotive di caratteristiche simili, ma più moderne.
Una locomotiva DB Classe 240 costruita da MaK venne testata in Norvegia nel 1990. Il 23 novembre 1992, il consiglio di amministrazione di NSB decise di ordinare dieci unità simili. L'ordine fu successivamente ampliato con altre due unità perché a NSB venne proposto un prezzo inferiore a quello originariamente previsto. 
Il Di 6 sarebbe stato equipaggiato con motori Siemens, che aveva acquistato MaK, e sarebbe stato ottimizzato per le condizioni e gli standard norvegesi. Il contratto valeva 380 milioni di NOK, o 32 milioni di NOK per unità. Allo stesso tempo, NSB ha anche ordinato 20 locomotive diesel-elettriche più piccole da MaK, la Di 8. Tra le due nuove classi, avrebbero dovuto sostituire tutti i Di 3. 
Il contratto per il Di 6 prevedeva la prima consegna nel febbraio 1995. Diversi componenti dovevano essere prodotti dalla NSB, inclusi i serbatoi del carburante, i sandbox, i supporti dei motori, gli alternatori e alcuni componenti per i carrelli. La prima locomotiva è stata consegnata il 7 marzo 1996, ma si è rapidamente rivelata non conforme alle specifiche del contratto. In particolare, le locomotive avevano un consumo di carburante troppo elevato e i carrelli presentavano guasti, poiché presentavano sforzi di binario troppo elevate. Entrambi questi problemi si presentarono difficili da risolvere. La Di 6 ha avuto anche problemi di surriscaldamento, in particolare degli alternatori principali, del radiatore dell'olio e dei freni. Il computer di bordo si è guastato quando la temperatura esterna è stata troppo bassa. 

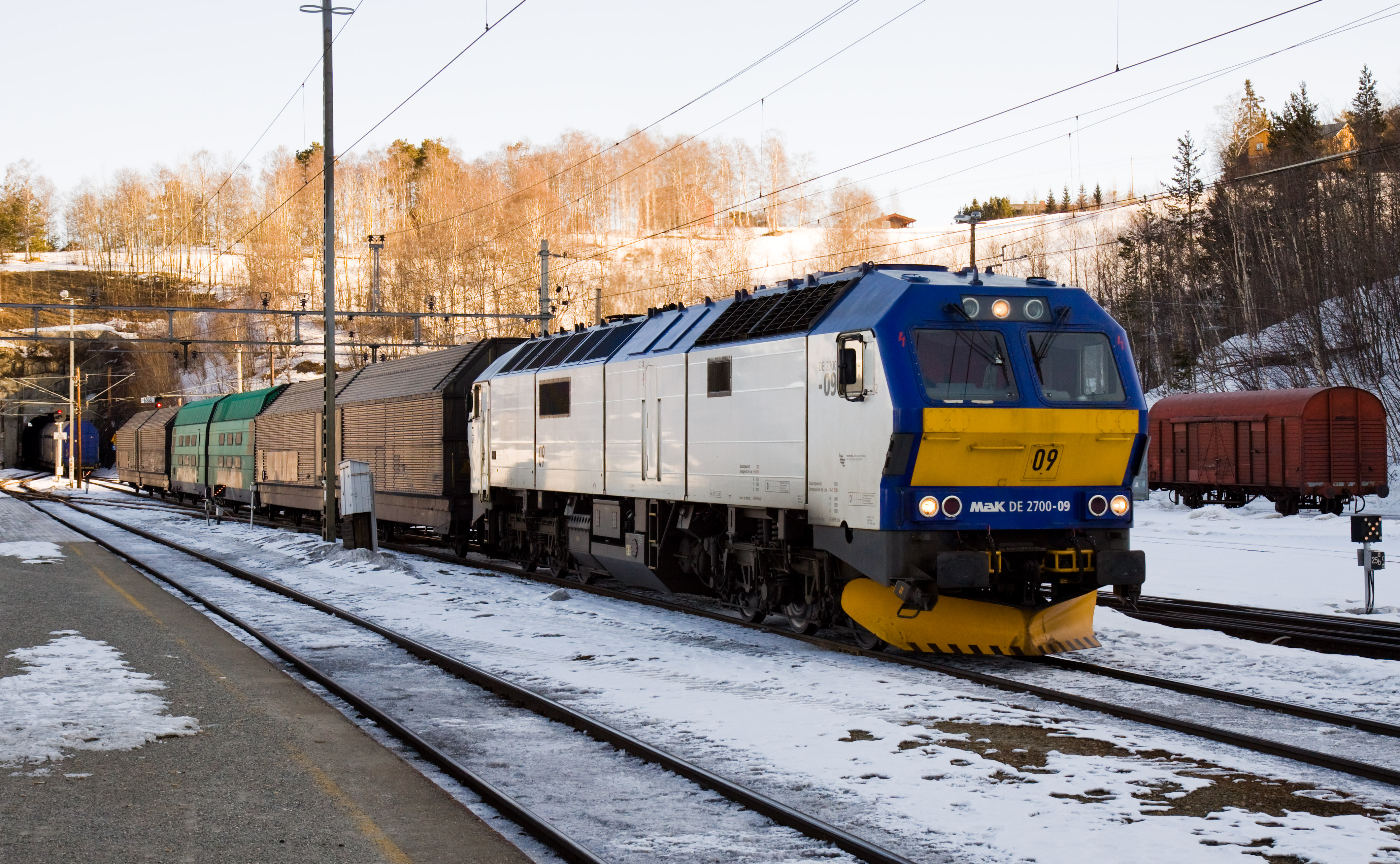
Cargolink Di 6 alla stazione di Dombås sulla linea Dovre in Norvegia

Il 23 settembre 1996, l'amministrazione di NSB ha raccomandato che l'acquisto fosse interrotto, ma la raccomandazione fu sospesa dal consiglio. Fu invece firmato un contratto rinegoziato, in base al quale Siemens era obbligata a consegnare le locomotive, come specificato, entro la metà del 1997. In caso contrario, le due parti hanno convenuto che il contratto sarebbe stato risolto. Alla fine del 1996 erano state consegnate cinque locomotive e queste furono restituite a Kiel per gli aggiornamenti. Il primo gruppo è tornato in Norvegia il 30 novembre 1996, dopo che i motori dei ventilatori erano stati aggiornati, installati nuovi radiatori dell'olio e altri aggiornamenti minori erano stati eseguiti. Dal gennaio 1997 sono stati utilizzati regolarmente con i treni merci sulla Nordland Line. A metà del 1997, il numero 664 è stato danneggiato in un incendio causato da un sistema di scarico montato in modo errato. Nell'ottobre 1997 sono state trovate crepe nelle ruote e tutte le unità sono state messe fuori servizio mentre venivano riparate. 
Il 17 dicembre 1997, il consiglio di amministrazione di NSB ha deciso di acquistare undici locomotive, esclusa la numero 664. Ciò si basava su un accordo in base al quale NSB avrebbe ricevuto un risarcimento per le perdite subite a causa della consegna tardiva e delle prestazioni insufficienti. Siemens ha garantito che dieci delle undici locomotive sarebbero state operative in qualsiasi momento. Tutte le unità furono nuovamente messe fuori servizio nel gennaio 1998, a seguito di due incendi. Siemens aveva tra i 15 ei 20 dipendenti distaccati a Trondheim per risolvere i problemi. La regolarità sulla Nordland Line scese dal 67 al 46 percento con l'introduzione delle Di 6. NSB è stata costretta a mantenere in servizio 15 Di 3, che avevano fino a 42 anni, in condizioni operative per poter mantenere i servizi in funzione. I costi aggiuntivi per mantenere in funzione le Di 3 erano di circa 50 milioni di NOK all'anno. Questi costi continuerebbero fino a quando NSB non potrebbe prendere in consegna nuove locomotive, che potrebbero richiedere fino a tre anni dal momento dell'ordine. Un fattore che ha contribuito è stato un salario aggiuntivo del 25% per i tecnici per la presenza di livelli di rumore superiori al regolamento nelle cabine Di 3. Due Di 3 venivano spesso utilizzate in un treno insieme a una Di 6, come riserva; se la Di 6 avesse fallito, le Di 3 avrebbero continuato a trainare il treno.
Il 28 aprile 1998, NSB annunciò ufficialmente a Siemens che avrebbe potuto risolvere il contratto di acquisto, descrivendo le locomotive come affette da  "difetti di costruzione fondamentali" Nel luglio 1998, nove delle undici unità erano fuori servizio e una era stata restituita alla Germania per riparazioni dopo un incendio. Quando l'unica unità operativa si è rotta, il consiglio di amministrazione di NSB ha inviato una fattura per il prezzo di acquisto più gli interessi a Siemens, affermando che se non fosse stato pagato entro una settimana, la questione sarebbe stata portata in tribunale. 

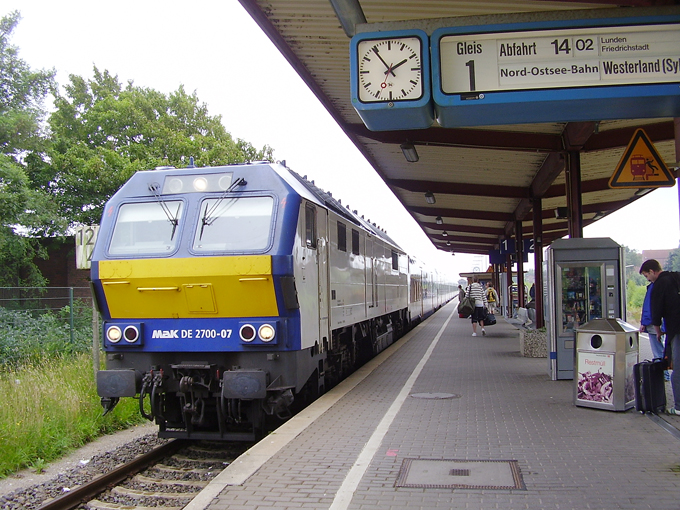
Locomotiva Nord-Ostsee-Bahn a Heide, in Germania

Siemens ha dichiarato che non sarebbe stata in grado di far funzionare le locomotive fino alla metà del 1999. Nel febbraio 1999, Siemens aveva smesso di cercare di riparare le locomotive, sebbene avesse stabilito che il guasto principale risiedeva nei generatori. La questione non ha mai raggiunto i tribunali. Il 5 maggio 1999, le società annunciarono di aver raggiunto un accordo per la restituzione dei treni a Siemens e il risarcimento di 485 milioni di NOK a NSB. Questo è stato in aggiunta agli 80 milioni di NOK che erano già stati dati come sconto. Oltre al prezzo di acquisto, il compenso includeva gli interessi e la copertura per le spese extra di NSB. Le locomotive furono immediatamente smontate dall'equipaggiamento di proprietà della NSB e il 20 maggio inviate via nave ad Amburgo. 
Un importante contributo alle colpe risiedeva nell'acquisizione di MaK da parte di Siemens nel 1992, in cui un gran numero di dipendenti veterani, che avevano le competenze necessarie per costruire locomotive diesel, furono mandati in pensione. Nel 1998, Siemens ha venduto gli impianti di Kiel a Vossloh. Dopo il ritorno in Germania, le locomotive sono state modificate per soddisfare gli standard tedeschi e progettate ME 26. Sono state rese più strette rimuovendo le scale e le ringhiere esterne e spostando le luci per soddisfare gli standard dell'Unione internazionale delle ferrovie. Sono state apportate modifiche anche alle pareti della cabina, con l'aggiunta di ringhiere interne e la rimozione dei servizi igienici. Anche la velocità è stata ridotta a 140 km/h (87 mph), sebbene sia stata successivamente ripristinata. Il numero 664 è stato ricostruito a Kiel, ma a causa della mancanza di capacità al MaK, le unità rimanenti sono state ricostruite da DSB a Copenaghen. Dopo gli aggiornamenti, la proprietà è stata trasferita a Dispolok, un pool di leasing originariamente di proprietà di Siemens. 
Le prime due unità sono state affittate a Privatbanen Sønderjylland in Danimarca. I successivi locatari di una o più unità includevano Cargolink, Chemins de Fer Luxembourgeois (CFL), CTL Logistics, Hoyer Railserv, HSL-Logistics, KEP Logistics, NetLog Netzwerklogistik, Neuss-Düsseldorfer Häfen, Norddeutsche Eisenbahngesellschaft, Osthavelländische Eisenbahn, il porto di Kiel, RSE Cargo, Regental Bahnbetriebs, Schneider & Schneider e Verkehrsbetriebe Peine-Salzgitter.
Sei unità sono state noleggiate da CFL tra il 2000 e il 2004. Le Ferrovie dello Stato lussemburghesi avevano bisogno di nuove locomotive diesel per superare i tre diversi sistemi di elettrificazione in uso. A causa di un tempo di attesa di tre anni per le nuove locomotive, CFL ha noleggiato le unità Di 6 per i treni merci tra Esch-sur-Alzette, Bettembourg e Mertert. Nel novembre 2003, le locomotive sono state vendute a Vossloh e hanno ricevuto la designazione DE 2700. Dal 2006, il principale noleggiatore è la Nord-Ostsee-Bahn di proprietà di Transdev Germany, che gestisce treni passeggeri nello Schleswig-Holstein, Germania. Otto locomotive vengono utilizzate per trasportare treni passeggeri da sei a dieci carrozze sulla rotta tra Amburgo e  Sylt. 
Nel 2008 tre locomotive sono tornate in Norvegia, quando Cargolink le ha noleggiate per le loro nuove operazioni di trasporto merci su scaffalature automatiche. Nel 2009 NOB ha trasferito la sua nona unità a HSL Logistik.

## Specifiche

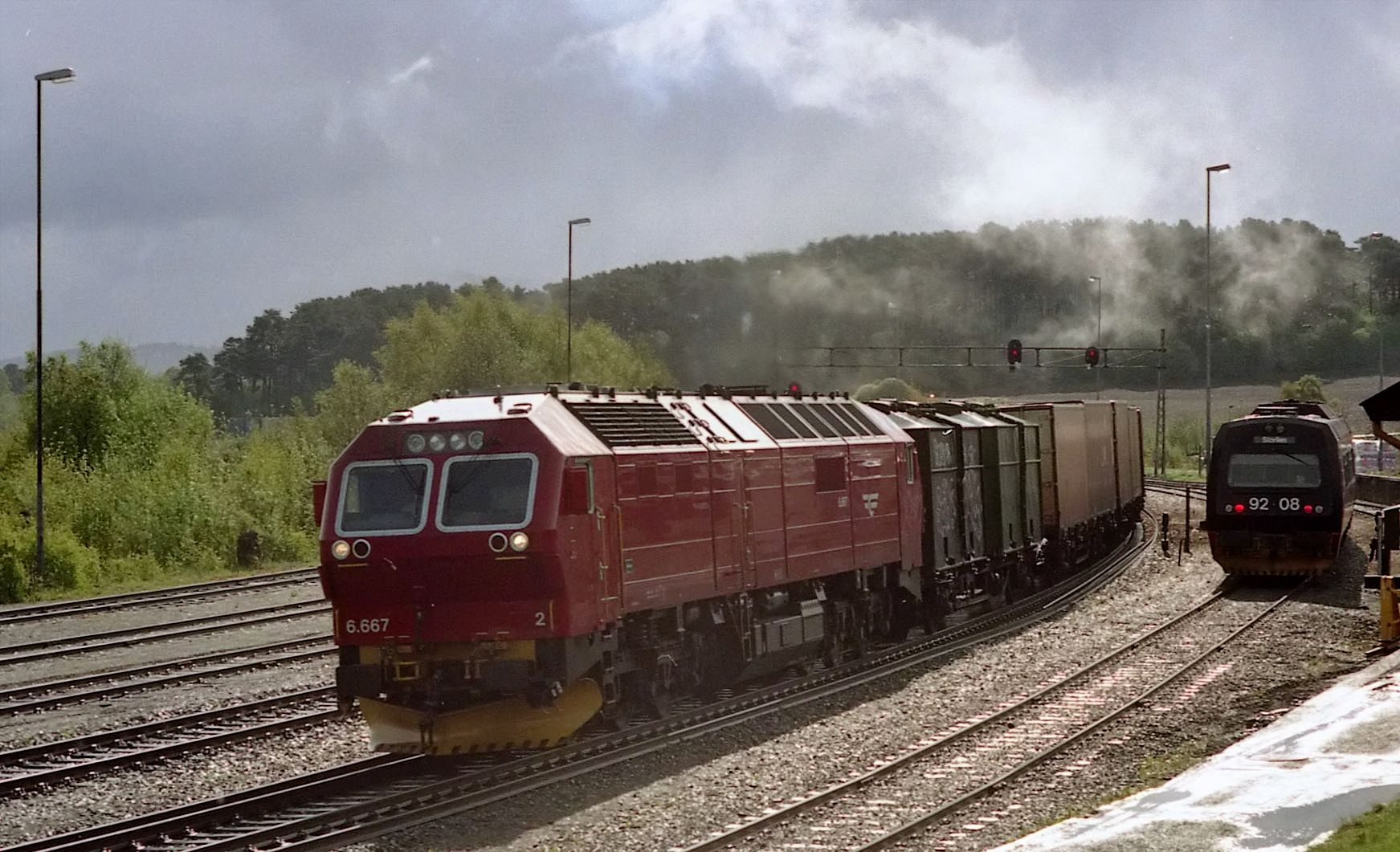
Una locomotiva Di 6 delle Ferrovie dello Stato norvegesi che traina un treno merci alla stazione di Leangen sulla linea Nordland nel 1998

La locomotiva diesel-elettrica monta un motore diesel 12M282 a 12 cilindri MaK che fornisce una potenza di 2.650 kilowatt (3.550 CV) a 1.000 giri al minuto. La trasmissione della potenza avviene generandola mediante motori di trazione a doppia coppia di poli asincroni trifase montati su carrello montati da Siemens che alimentano le ruote tramite un riduttore e un azionamento a spoletta con cavo collegato alle ruote su entrambe le estremità tramite collegamenti elastici. I sei motori di trazione sono alimentati a corrente elettrica trifase da inverter controllati a tiristori a spegnimento porta mediante modulazione di larghezza di impulso controllato da un'elettronica di controllo della trazione Sibas-32 di Siemens. Gli inverter elettronici sono raffreddati da fluido evaporato, i motori di trazione sono raffreddati ad aria da ventilatori esterni. 
Le unità hanno uno sforzo di trazione iniziale di 400 kilonewton (90.000 lb f) e uno sforzo di trazione continuo di 283 kilonewton (64.000 lb f). La velocità operativa massima è di 160 chilometri orari (99 mph). Le locomotive hanno ciascuna due carrelli, ognuno con tre assi motorizzati a scartamento normale, che danno una disposizione delle ruote Co′Co′. I carrelli sono dotati di sospensione a due stadi. I carrelli hanno un passo tra le ruote esterne di 3,940 metri (12,93 piedi) e una distanza tra i centri del carrello di 11,750 metri (38,55 piedi). Le ruote hanno un diametro di 1.060 millimetri (41,73 pollici) da nuove. La locomotiva ha un raggio di curvatura minimo di 100 metri (328 piedi). 
Le locomotive bidirezionali sono lunghe 20,960 metri (68 piedi 9,2 pollici), larghe 3,000 metri (9 piedi 10,1 pollici), alte 4,385 metri (14 piedi 4,6 pollici) e pesano 122 tonnellate (120 tonnellate lunghe; 134 tonnellate corte). La capacità del carburante è di 5.000 litri (1.100 imp gal; 1.300 US gal). Le unità erano originariamente dotate di cucina e servizi igienici per il macchinista. La locomotiva ha un'alimentazione di testa, che le consente di trasportare treni passeggeri oltre ai treni merci. I Di 3, Di 4, Di 6 e Di 8 dell'NSB possono essere fatti funzionare insieme a un massimo di tre locomotive in serie.